# Švedsko prvenstvo u hokeju na ledu
Prvenstvo Švedske u hokeju na ledu se održava od 1922. godine. 
Pobjednik prvenstva je dobivao "Anton kup" u sezonama od 1921./22. do 1951/52. Do tada nije bilo nekakvo "okvirno" natjecanje, nego su svi klubovi diljem Švedske sudjelovali u prvenstvu. 
Nakon toga, od 1952./1953. reguliranim natjecateljskim formatom: postojala je švedska liga od dvije divizije, Divizija 1 Sjever i Divizija 1 Jug, i pobjednici dviju skupina su igrali završnicu, u kojoj se odlučivalo tko će biti prvak. 
Od sezone 1955./1956., mijenja se format. Prva dva kluba iz obiju divizija su ulazile u novu skupinu, ligu za prvaka. Od 1961/62. prva četiri kluba iz obiju divizija ulaze u završnu skupinu. Doigravanje se igra od 1965./1966., s time gdje prva četiri kluba iz svake divizije ulaze u to doigravanje. 1967./1968. se vratilo na prijašnji format, s ligom. Nakon 7 godina, od 1974./1975., postoji jedna Divizija 1, gdje prva četiri doigravaju za prvaka. Iduće godine Divizija 1 se zove Elitna liga.
Od 1987./1988., prvih osam klubova igra doigravanje za prvaka.

## Popis prvaka
| - 1921/22. IK Göta - 1922/23. IK Göta - 1923/24. IK Göta - 1924/25. Södertälje SK - 1925/26. Djurgårdens IF - 1926/27. IK Göta - 1927/28. IK Göta - 1928/29. IK Göta - 1929/30. IK Göta - 1930/31. Södertälje SK - 1931/32. Hammarby IF - 1932/33. Hammarby IF - 1933/34. AIK - 1934/35. AIK - 1935/36. Hammarby IF - 1936/37. Hammarby IF - 1937/38. AIK - 1938/39. nije se igralo zbog tople zime (nije bilo leda) - 1939/40. IK Göta - 1940/41. Södertälje SK - 1941/42. Hammarby IF - 1942/43. Hammarby IF - 1943/44. Södertälje SK - 1944/45. Hammarby IF | - 1945/46. AIK - 1946/47. AIK - 1947/48. IK Göta - 1948/49. odgođeno, jer se igralo SP - 1949/50. Djurgårdens IF - 1950/51. Hammarby IF - 1951/52. nije se igralo, jer su bile OI u Oslu - 1952/53. Södertälje SK - 1953/54. Djurgårdens IF - 1954/55. Djurgårdens IF - 1955/56. Södertälje SK - 1956/57. Gävle Godtemplares IK - 1957/58. Djurgårdens IF - 1958/59. Djurgårdens IF - 1959/60. Djurgårdens IF - 1960/61. Djurgårdens IF - 1961/62. Djurgårdens IF - 1962/63. Djurgårdens IF - 1963/64. Brynäs IF - 1964/65. Västra Frölunda IF - 1965/66. Brynäs IF - 1966/67. Brynäs IF - 1967/68. Brynäs IF - 1968/69. Leksands IF - 1969/70. Brynäs IF | - 1970/71. Brynäs IF - 1971/72. Brynäs IF - 1972/73. Leksands IF - 1973/74. Leksands IF - 1974/75. Leksands IF - 1975/76. Brynäs IF - 1976/77. Brynäs IF - 1977/78. Skellefteå AIK - 1978/79. MoDo AIK - 1979/80. Brynäs IF - 1980/81. Färjestads BK - 1981/82. AIK - 1982/83. Djurgårdens IF - 1983/84. AIK - 1984/85. Södertälje SK - 1985/86. Färjestads BK - 1986/87. IF Björklöven - 1987/88. Färjestads BK - 1988/89. Djurgårdens IF - 1989/90. Djurgårdens IF - 1990/91. Djurgårdens IF - 1991/92. Malmö IF - 1992/93. Brynäs IF - 1993/94. Malmö IF - 1994/95. HV 71 | - 1995/96. Luleå HF - 1996/97. Färjestads BK - 1997/98. Färjestads BK - 1998/99. Brynäs IF - 1999/00. Djurgårdens IF - 2000/01. Djurgårdens IF - 2001/02. Färjestads BK - 2002/03. Västra Frölunda HC - 2003/04. HV 71 - 2004/05. Frölunda HC - 2005/06. Färjestads BK - 2006/07. MODO Hockey - 2007/08. HV 71 - 2008/09. Färjestads BK - 2009/10. HV 71 - 2010/11. Färjestads BK - 2011/12. Brynäs IF - 2012/13. Skellefteå AIK - 2013/14. Skellefteå AIK - 2014/15. Växjö Lakers HC - 2015/16. Frölunda HC - 2016/17. HV 71 - 2017/18. Växjö Lakers HC - 2018/19. Frölunda HC |

## Vječna tablica
| Mjesto         | Naslovi | Prvaci Švedsko prvenstvo u hokeju na ledu |
| -------------- | ------- | ----------------------------------------- |
| Djurgårdens IF | 16      | 6                                         |
| Brynäs IF      | 12      | 5                                         |
| IK Göta        | 9       | 0                                         |
| Färjestads BK  | 8       | 8                                         |
| Hammarby IF    | 8       | 0                                         |
| AIK            | 7       | 2                                         |
| Södertälje SK  | 7       | 1                                         |
| HV71           | 5       | 5                                         |
| Frölunda HC    | 4       | 3                                         |
| Leksands IF    | 4       | 0                                         |
| Malmö Redhawks | 2       | 2                                         |
| Modo Hockey    | 2       | 2                                         |
| IF Björklöven  | 1       | 1                                         |
| Gävle GIK      | 1       | 0                                         |
| Luleå HF       | 1       | 1                                         |
| Skellefteå AIK | 1       | 1                                         |